# Fortuné Maure
Pour les articles homonymes, voir Maure.
Jean-François Paul Fortuné Maure (1796-1880), dit le docteur Maure, est un homme politique français du XIXe siècle.

## Biographie
Né le 12 octobre 1796 à Saint-Cézaire-sur-Siagne, mort le même jour que son épouse le 24 août 1880 à Saint-Cézaire ils y reposent ensemble dans La Chapelle familiale. Fortuné Maure est le fils de Jacques Maure, agent municipal en 1796 et négociant en 1822 et de Delphine Raibaud.
Il épouse le 14 juillet 1822 Magdeleine Françoise Courmes issue d'une ancienne famille de la bourgeoisie grassoise dont le père, Claude-Marie Courmes, a été maire de Grasse, conseiller général du Var et député sous la monarchie de Juillet. Elle reçoit de ses parents l'Ancien hôtel de Clapiers-Cabris.
Après des études au collège de Draguignan puis à la Faculté de médecine de Montpellier et à celle de Paris, il devient médecin à St-Cézaire puis à Grasse.
Il commence sa carrière politique sous la monarchie de Juillet en se faisant élire conseiller général du Var en 1830. Il est ensuite élu député du Var (collège de Grasse) en août 1846. Sous la Deuxième République, il se représente pas en 1848, mais est élu en mai 1849 comme conservateur. Orléaniste, il proteste contre le coup d'État du 2 décembre 1851 et l'instauration du Second Empire. Il quitte provisoirement la vie politique.
Il est ensuite réélu conseiller général (canton de St-Vallier) en juin 1861. En 1863, il se présente aux élections législatives mais est battu par le candidat officiel, Victor Masséna.
Après la chute du Second Empire, sous la Troisième République, il est élu député des Alpes-Maritimes le 2 juillet 1871 comme républicain modéré, ami de Thiers, proche de Jules Barthélémy-Saint-Hilaire, il est président du Conseil général des Alpes-Maritimes de 1871 à 1874. Il démissionne cependant en novembre 1874 et ne se représente pas en 1876. Il est fait commandeur de la Légion d'honneur en 1877.

## Mandats
- Conseiller général du Var (1830-1852).
- Président du conseil général du Var (1848-1852).
- Député du Var (1846-1848, 1849-1851).
- Conseiller général de St-Vallier (Alpes-Maritimes, 1861-1880).
- Député des Alpes-Maritimes (juillet 1871-novembre 1874).
- Président du Conseil général des Alpes-Maritimes (1871-1874).

## Distinctions
- Commandeur de la Légion d'honneur 1877

## Odonymie
Place Maure 06530 Saint-Cézaire-sur-Siagne. Le boulevard Courmes longe la place Maure.

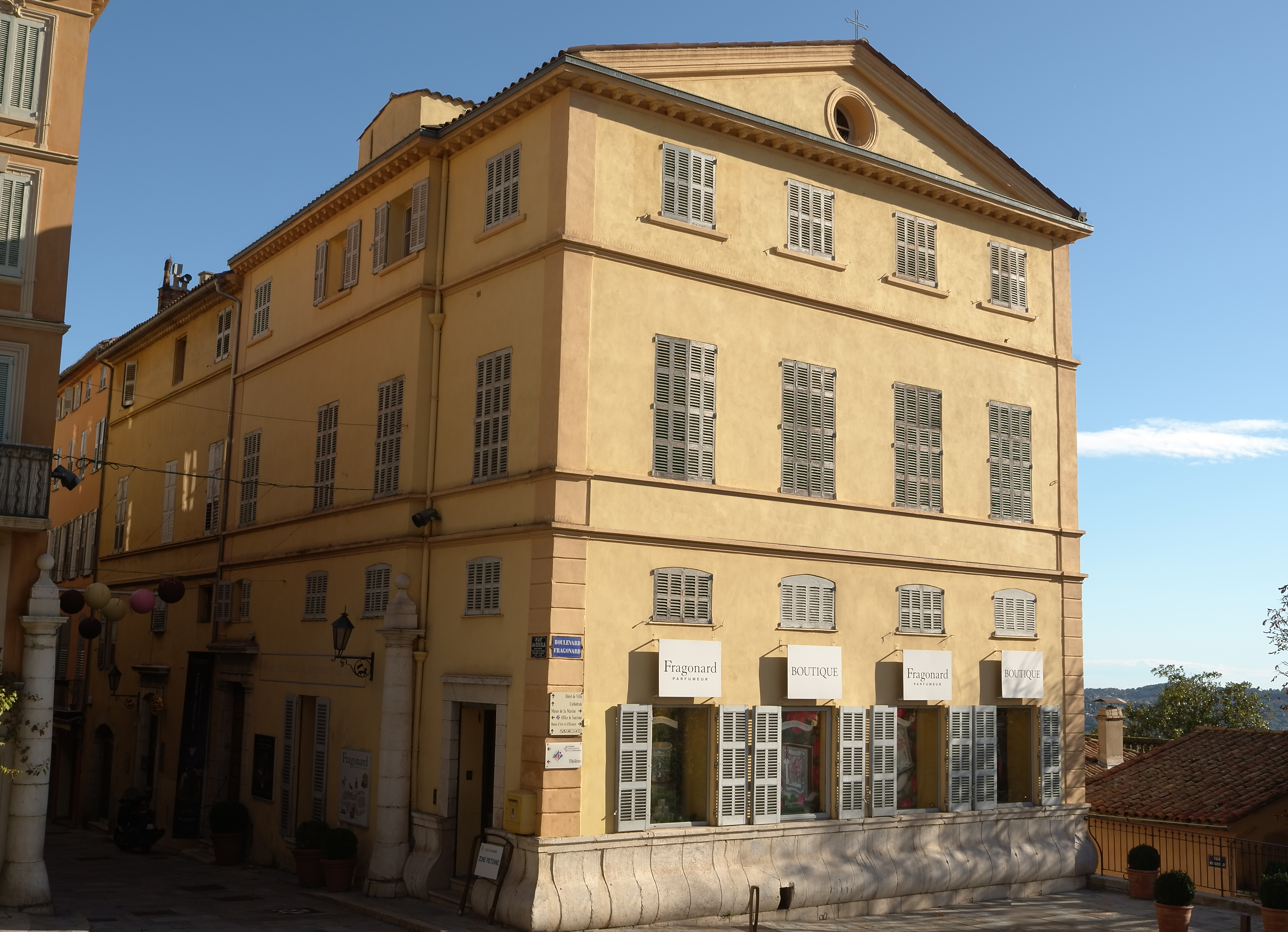
Maison Courmes Ancien hôtel de Clapiers-Cabris
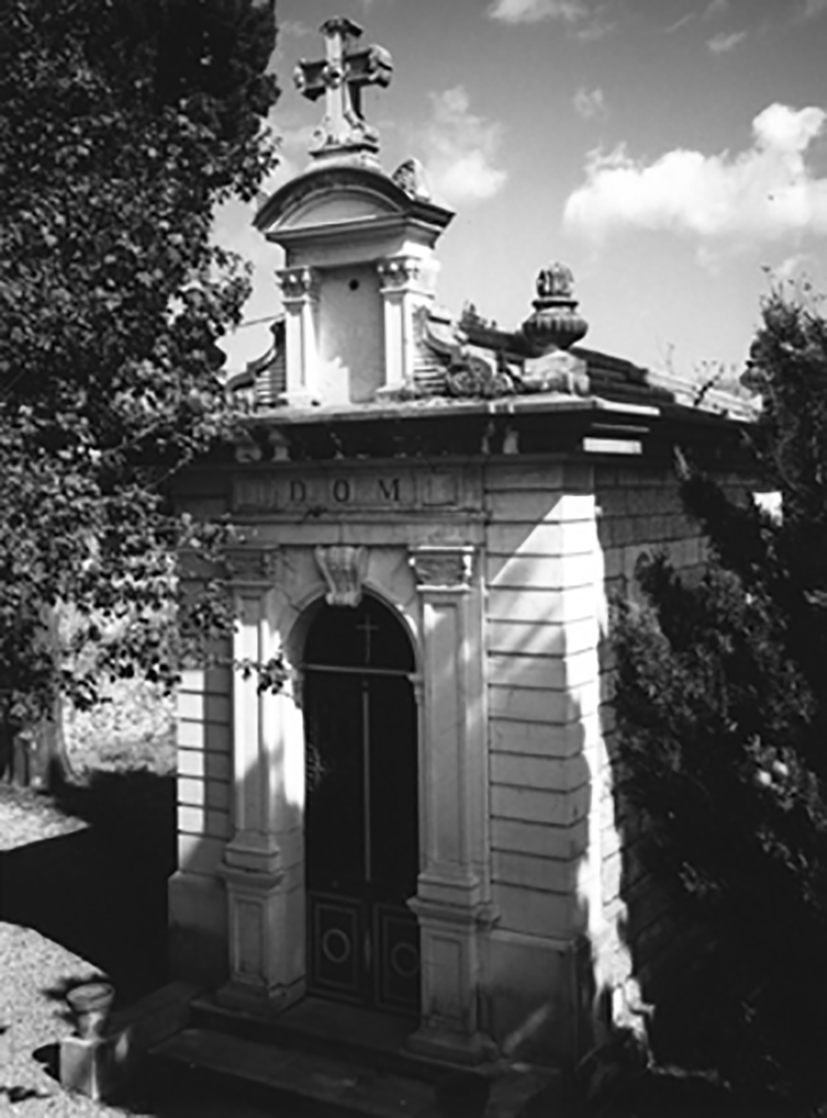
Chapelle sépulcrale Maure - Courmes D O M Saint-Cézaire-sur-Siagne